# 坎布里亞 (伊利諾伊州)
坎布里亞（英語：Cambria）是一個位於美國伊利諾伊州威廉森縣的城市。

## 地理
坎布里亞的座標為37°46′59″N 89°07′07″W / 37.78306°N 89.11861°W，而該地的平均海拔高度為130米（即427英尺）。

## 人口
根據2010年美國人口普查的數據，坎布里亞的面積為3.64平方千米，當中陸地面積為3.53平方千米，而水域面積為0.11平方千米。當地共有人口1228人，而人口密度為每平方千米337.36人。